# Mellanström
Mellanström är en by i Arjeplogs socken i Arjeplogs kommun, Norrbottens län. Orten var på 50-talet fortfarande ganska stor och hade både skola och affär (Konsum). Det äldre namnet på bebyggelsen i området är Kasker eller Kaskejaur (efter samiska ordet för "mellan", i detta fall mellan de stora sjöarna Uddjaur och Storavan). Men när samhället på 30-talet drog sig mot söder, mot det som kallades Vaxholm vid den då nybyggda landsvägen Arjeplog-Slagnäs, fick det fr o m 1 januari 1945 namnet Mellanström (som alltså egentligen är en försvenskning av ortnamnet Kasker). Vaxholm var ju obrukbart i postsammanhang på grund av förväxlingsrisken med staden utanför Stockholm. Norra delen av byn har f ö fortfarande Kasker som fastighetsbeteckning.  
SCB räknade Mellanström som en småort vid avgränsningarna år 1990 och 1995. År 2000 hade befolkningen minskat till under 50 personer och området räknades inte längre som en småort. 2015 återfanns här återigen minst 50 personer och orten räknas som småort igen, 
för att 2020 åter vara under 50 boende och då inte länge klassats som småort
Vid småortsavgränsningen 1995 utgjorde andelen obebodda fritidshusfastigheter i småorten mer än 50 % av samtliga fastigheter.

## Samhället
I Mellanström så finns det ett Folkets hus där föreningen funnits sedan åtminstone 1989.

## Befolkningsutveckling
| Befolkningsutvecklingen i Mellanström 1990–1995       | Befolkningsutvecklingen i Mellanström 1990–1995 | Befolkningsutvecklingen i Mellanström 1990–1995 | Befolkningsutvecklingen i Mellanström 1990–1995 | Befolkningsutvecklingen i Mellanström 1990–1995 |
| ----------------------------------------------------- | ----------------------------------------------- | ----------------------------------------------- | ----------------------------------------------- | ----------------------------------------------- |
|                                                       |                                                 |                                                 |                                                 |                                                 |
| År                                                    |                                                 |                                                 | Folkmängd                                       | Areal (ha)                                      |
| 1990                                                  | 1990                                            |                                                 | 55                                              | 10#                                             |
| 1995                                                  | 1995                                            |                                                 | 53                                              | 17#                                             |
| 2015                                                  | 2015                                            |                                                 | 53                                              | 23#                                             |
| Anm.: Ej småort 2000. Åter småort 2015. # Som småort. |                                                 |                                                 |                                                 |                                                 |

På grund av förändrat dataunderlag hos Statistiska centralbyrån så är småortsavgränsningarna 1990 och 1995 inte jämförbara. Befolkningen den 31 december 1990 var 60 invånare inom det område som småorten omfattade 1995.